# Почтовая территория
Почто́вая террито́рия (фр. territoire postal) — территория, на которой действуют единые почтовые правила, методы работы и т. п., и, как правило, которая совпадает с территорией государства соответствующей почтовой службы, хотя возможен и охват территории нескольких государств, как в случае, например, почты Турн-и-Таксис, Северо-Германского почтового союза и Всемирного почтового союза (ВПС).

## Обоснование
Идея почтовой регалии, то есть исключительного права правительства содержать в пределах государственной территории почтовые учреждения, впервые была выдвинута в конце XVI столетия, а с XVII столетия стала проводиться в жизни.
Согласно «Большой юридической энциклопедии» (2010) имеется следующее определение почтовой территории:
Единая почтовая территория — территория, на которой действуют единые нормы и правила в области почтовой связи, устанавливающие общую систему индексации объектов почтовой связи на территории Российской Федерации, единый порядок оформления, обработки и направления всех видов почтовых отправлений.

## Примеры из истории и современности

### Северо-Германский почтовый союз
Когда в начале 1867 года дом Таксисов за вознаграждение в 3 млн талеров отказался от своих притязаний в пользу Пруссии, почтовая территория его объединяла 17 германских государств.
Германские государства, объединившиеся с 1867 года в Северо-Германский почтовый союз (куда также вошла почта Турн-и-Таксис, за компенсацию подчинённая Пруссии), сформировали почтовую территорию, находившуюся в сфере действия почтовой администрации союза. Эта территория получила название Северо-Германского почтового округа.
В период 1868—1871 годов в Северо-Германском почтовом союзе были в обращении собственные знаки почтовой оплаты, заменившие почтовые марки и цельные вещи Брауншвейга, Бремена, Гамбурга, Любека, Мекленбург-Шверина, Мекленбург-Штрелица, Ольденбурга, Пруссии и Саксонии. На выпускаемых союзом почтовых карточках также была надпись: нем. «Norddeutscher Postbezirk» «Северо-Германская почтовая территория (почтовый округ)».

### Германская империя
В дальнейшем в образованной Германской империи становление почты основывалось на её объединении, которое осуществлялось с 1868 года на территории Северогерманского союза. Почтовое дело было предоставлено имперскому законодательству, которое распространялось и на Баварию и Вюртемберг; внутреннее законодательство последних регламентировало только таксы для почтовых отправлений, не выходивших за пределы их территории. Вся территория германской Имперской почты была разделена на 40 почтово-телеграфных округов, состоявших в ведении обер-почт-директоров.

### Австро-Венгрия
Своеобразно было устроено почтовое дело в Австро-Венгрии, существовавшей с 1867 по 1918 год. Обе половины австро-венгерской монархии, несмотря на различие почтовых знаков, в почтовом отношении составляли одну территорию. Однако при этом была совершенно разграничена финансовая сторона дела, а в ВПС каждой части монархии был предоставлен самостоятельный голос.

### Британская Индия
Вся территория индобританских владений была разделена во второй половине XIX века на 14 почтовых округов.

### США и Мексика
В 1887 году была заключена конвенция Мексики с Соединёнными Штатами Америки, в силу которой оба государства составляли одну общую почтовую территорию, в пределах которой применялись внутренние почтовые таксы.

### Всемирный почтовый союз
Наиболее крупной почтовой территорией в мире является зона действия положений Всемирной почтовой конвенции, утверждённой государствами-членами ВПС для регулирования международной почтовой связи.

#### История
Основные начала самой первой всеобщей почтовой конвенции, предложенные Германией в 1874 году на I Всемирном почтовом конгрессе в Берне, — единство почтовой территории, полная свобода и возможная безвозмездность транзита, единство почтовой таксы и принцип уравновешивания, а не распределения почтовых сборов, — частью приняты были целиком, частью послужили предметом разного рода компромиссов.
В итоге в основу Всемирной почтовой конвенции был заложен принцип, гарантирующий, что все страны, входящие в состав ВПС, для обмена почтовых отправлений между своими почтовыми учреждениями составляют одну почтовую территорию (un seul territoire postal). В пределах этой территории свободный обмен корреспонденции обеспечивается четырьмя основными положениями:
1. По всей территории союза установлена свобода транзита.
2. Безвозмездность транзитной пересылки.
3. Единообразная, независимая от расстояния почтовая такса.
4. Отмена дележа почтовых сборов.

Уже в течение последней четверти XIX века наблюдалось быстрое расширение единой почтовой территории ВПС. В частности, территория почтового союза занимала при закрытии всемирных почтовых конгрессов:
- 1874 года[нем.] в Берне — 40 млн кв. км с 850 млн жителей,
- 1878 года[нем.] в Париже — 67 млн км² с 750 млн жителей,
- 1885 года[нем.] в Лиссабоне — 83 млн км² с 848 млн жителей,
- 1891 года[нем.] в Вене — 96 млн км² с 946 млн жителей,
- 1897 года[нем.] в Вашингтоне — 103 млн км² с 1020 млн жителей.

На всемирном почтовом конгрессе 1897 года в Вашингтоне было заявлено, что Китай присоединится к союзу немедленно по реорганизации в нём почтовой части, а также было объявлено о близком присоединении Оранжевой республики. По присоединении Китая почтовый союз стал занимать территорию в 113,6 млн км² с населением в 1,396 млрд жителей.

#### Современность
Положение о единстве почтовой территории ВПС продолжает оставаться одним из ключевых в организации универсальной почтовой службы в мировом масштабе и прямо прописано в современной редакции текста Всемирной почтовой конвенции:

Статья 3
Универсальная почтовая служба

1. С целью укрепления понятия единства почтовой территории Союза страны-члены уделяют большое внимание тому, чтобы все пользователи/клиенты имели право на доступ к универсальной почтовой службе, которая соответствовала бы предложению постоянно предоставляемых на всей их территории основных почтовых служб по приемлемым ценам.